# Cecilia Island
Cecilia Island (spanisch Isla Torre ‚Turminsel‘) ist eine kleine Insel im Archipel der Südlichen Shetlandinseln. Sie ist die südlichste in der Gruppe der Aitcho-Inseln in der English Strait zwischen Greenwich Island und Robert Island.
Der US-amerikanische Robbenjäger John Davis, der die Südlichen Shetlandinseln zwischen 1820 und 1822 mit der Huron anlief, benannte die heute als English Strait bekannte Meerenge als Cecilia Strait. Namensgeberin war die Schaluppe Cecilia, welche die Huron auf ihrer Fahrt begleitete. Das UK Antarctic Place-Names Committee übertrug Davis’ Benennung 1961 wegen der Etablierung der English Strait auf die hier beschriebene Insel.